# Svensk apotekarkalender
Svensk Apotekarkalender som utgavs 1923, 1932, 1942, 1954 av Oskar Kullberg innehåller utförliga biografier med foto över svenska apotekare och farmacie kandidater. Enligt vissa uppgifter finns en utgåva 1964 (okänd utgivare?).
Föregångare till Apotekarkalendern var Medlemmar av Apotekare-kåren av Isidor Nordin 1899.
1907 utkom Svenskt Porträtt-galleri över olika yrken varav Ed. XVIII över Apotekare utarbetat av Axel Gezelius samt Claës Persson.
Av övriga verk kan nämnas: Levertin, Schimmelpfennig m. fl.: 'Sveriges apotekarhistoria från konung Gustaf I:s till närvarande tid.' Sthlm 1910-1971. 7 delar.

## Fotnot
1. ↑  Har titeln Svensk apotekarkalender 1952 : Sveriges apotekarkår i ord och bild, men utkom först 1954